# Linaria munbyana
Linaria munbyana är en grobladsväxtart som beskrevs av Pierre Edmond Boissier och Georges François Reuter. Enligt Catalogue of Life ingår Linaria munbyana i släktet sporrar och familjen grobladsväxter, men enligt Dyntaxa är tillhörigheten istället släktet sporrar och familjen grobladsväxter. Arten har ej påträffats i Sverige.

## Underarter
Arten delas in i följande underarter:
- L. m. munbyana
- L. m. pygmaea

## Bildgalleri

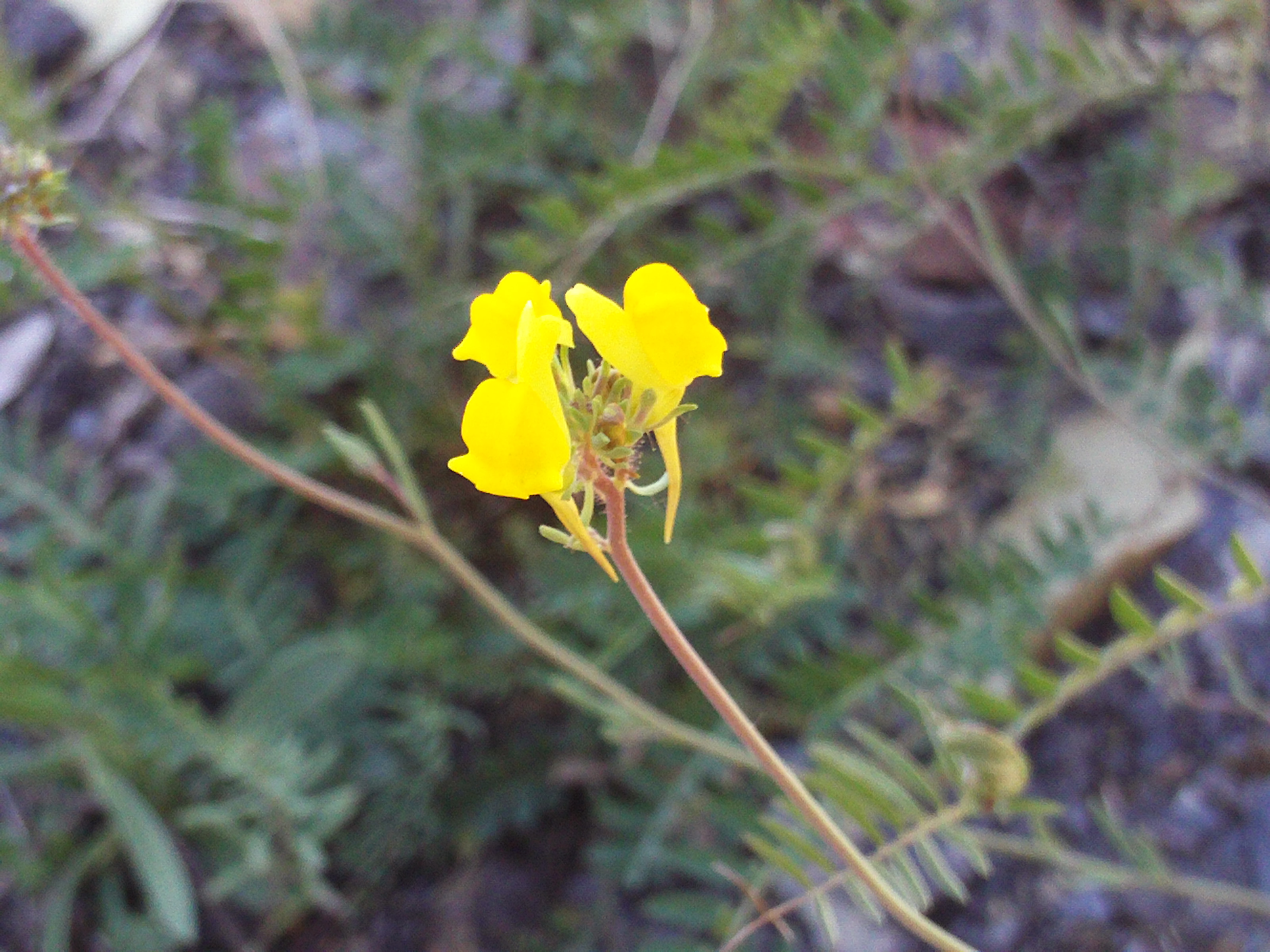
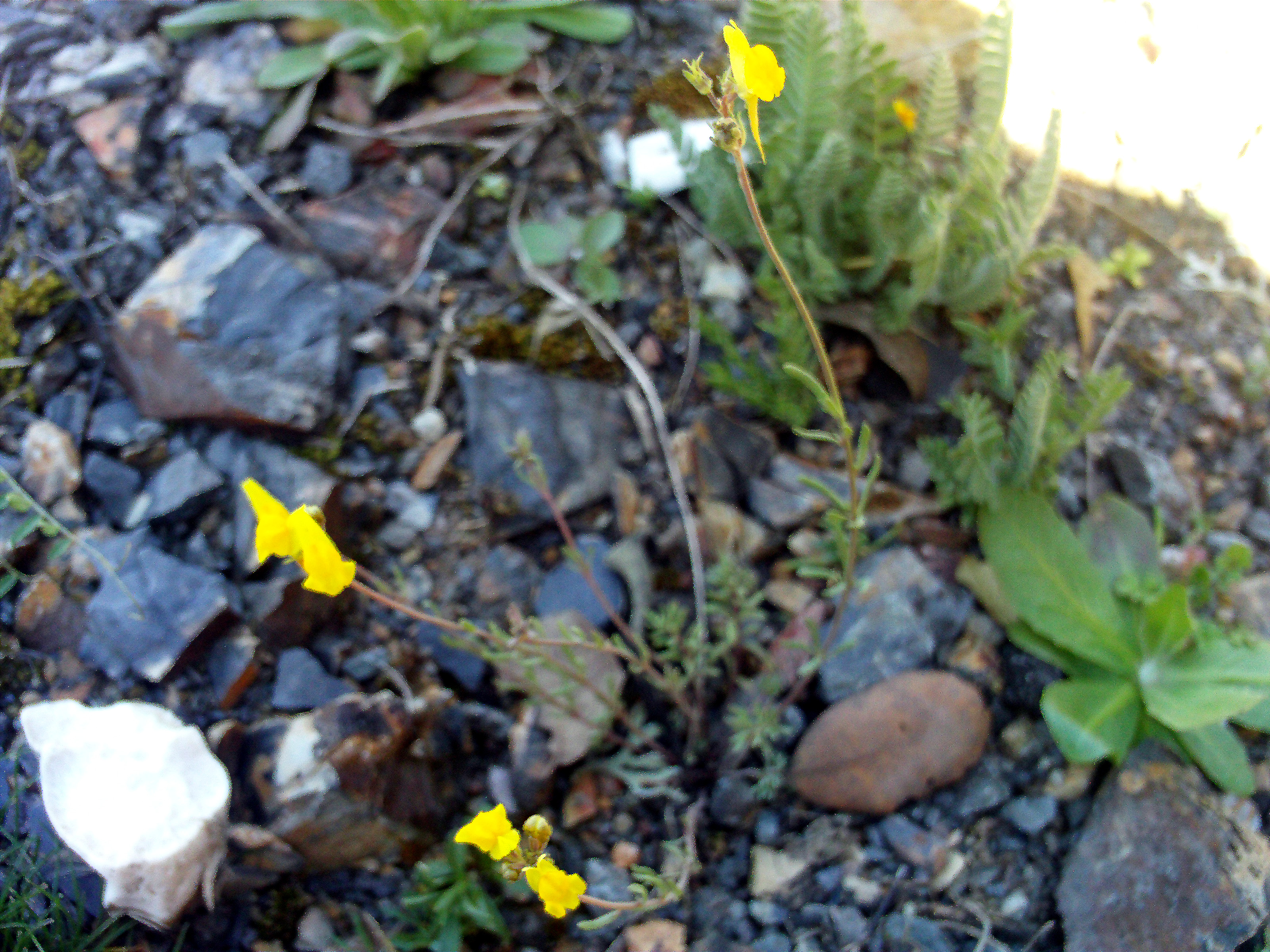
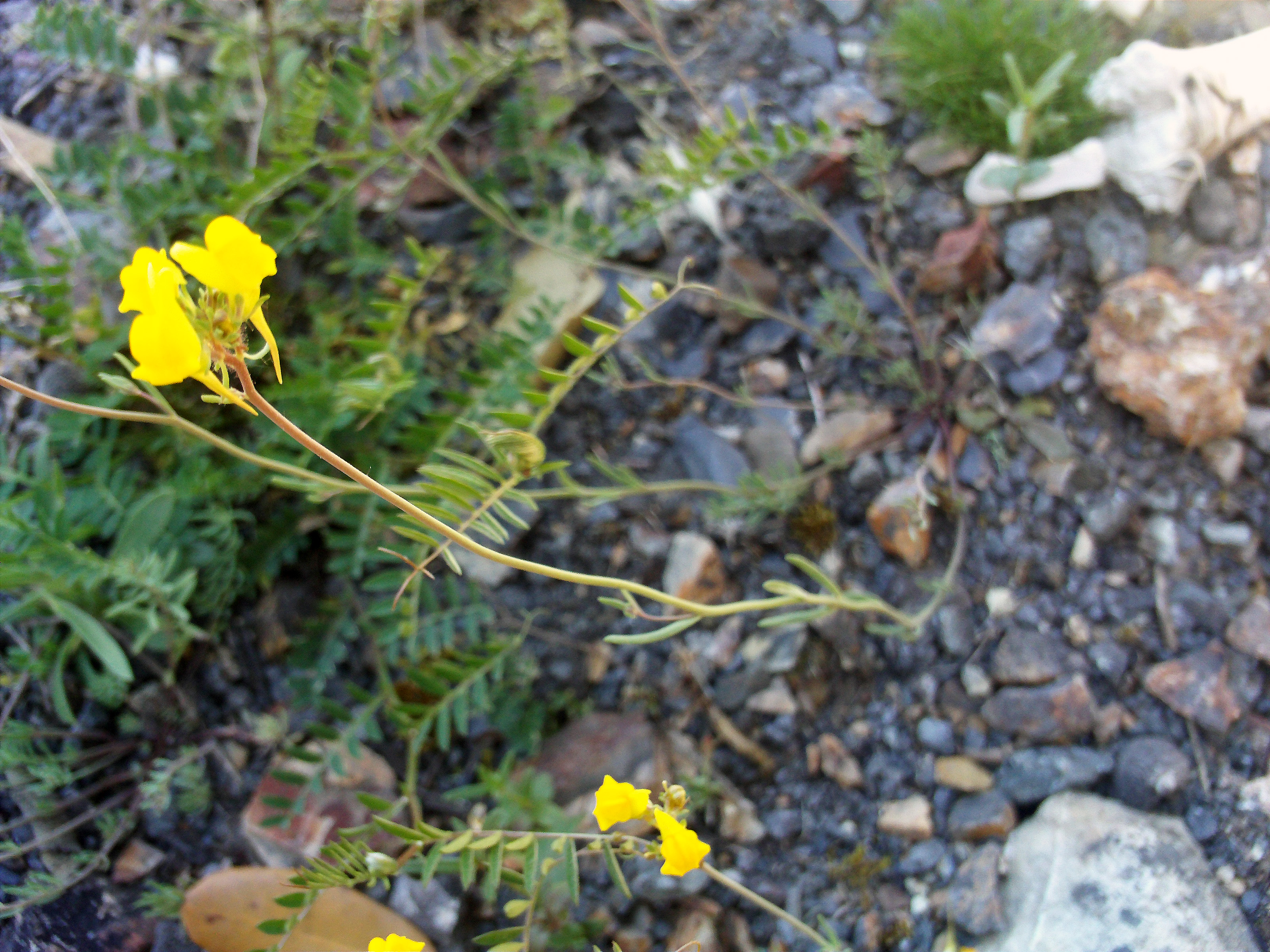